# Ácido 2-metilbutírico
Ácido 2-metilbutírico é o composto orgânico de fórmula C5H10O2 e massa molecular 102,13. Apresenta ponto de fusão de -70 °C, ponto de ebulição de 176-177 °C, densidade de 0,936 g/mL a 25 °C, ponto de fulgor 165 °F e solubilidade em água de 45 g/L (a 20 ºC). É classificado com o número CAS 116-53-0 e MOL File 116-53-0.mol.
O composto apresenta um carbono assimétrico (C2) e existe em duas formas isoméricas por isomeria ótica, além da mistura racêmica. Os ésteres da forma (+) são componentes de óleos essenciais.